# Juan de Gangoiti
Juan de Gangoiti (1816-1878) fue un grabador español.

## Biografía

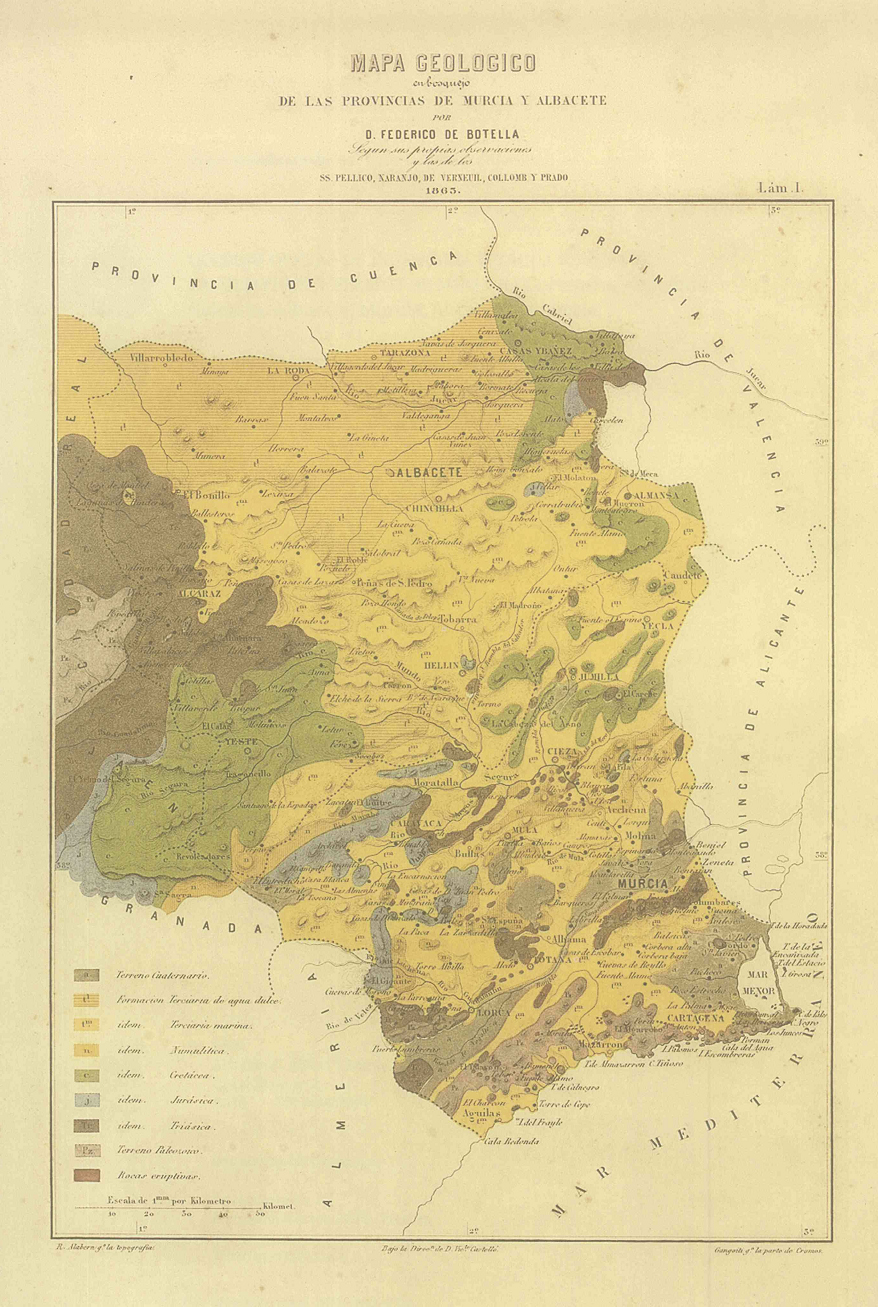
Mapa geológico en bosquejo de las provincias de Murcia y Albacete (1853), de Federico de Botella, topografía grabada por R. Alabern, cromos grabados por Gangoiti, dirigido por Vicente Castelló.

Nacido en Madrid el 12 de julio de 1816, después de los primeros estudios y a la edad de dieciséis años y habiendo fallecido su padre Pedro Manuel, se dedicaría al grabado junto a su hermano Nicolás. Pronto tuvo que trabajar también grabando sellos y bisutería, por no haber en aquella época obras para grabar en talla dulce. Después de decretarse un nuevo plan de estudios hacia 1843, hizo los títulos correspondientes. Habría fallecido en 1878.
Grabó varias láminas para la Dirección de la Deuda del Estado, repitió varias veces la colección de muestras de letra bastarda española de Iturzaeta. Grabó sobre acero una colección de muestras de carácter español para los Padres Escolapios, otra para Pedro Benito y Camarero y otras para diferentes calígrafos. Se ocupó de grabar la letra en las cartas de la Dirección de Hidrografía, en las planchas pertenecientes a la obra Monumentos arquitectónicos de España y varias planchas de topografía, máquinas y cromo en la obra de Federico de Botella titulada Memoria geológico-minera del distrito de Murcia, los planos astronómicos de la obra Pluralidad de mundos habitados y las láminas de dibujo industrial de Isaac Villanueva.